# Старокостянтинівський аграрно-промисловий ліцей
Cтарокостянтинівський аграрно-промисловий ліцей — державний професійно-технічний навчальний заклад, займається підготовкою робітників з числа вступників на базі повної середньої освіти та підвищенням кваліфікації, або перепідготовкою, за направленням обласного центру зайнятості.

## Історія

### УРСР
В травні 1971 р. розпочинається спорудження ПТУ, розрахованого на 480 учнів. В широкий перелік споруд входять корпус для проведення теоретичних занять, громадсько-побутовий корпус, гуртожиток, що розрахований на 360 місць, майстерні, котельня та інші допоміжні об'єкти. Училище було пусковим об’єктом третього року п’ятирічки.
В 1973 р. було оголошено про перший набір учнів на 1973 – 1974 навчальний рік.
Першим директором ПТУ було призначено Плесканя Станіслава Йосиповича, який почав комплектувати училище кваліфікованими викладачами. Виконавши свою задачу по будівництву училища та комплектуванню його кваліфікованими працівниками, Плескань С.Й. перейшов на викладацьку роботу, а перший набір та випуск учнів провів новий директор ПТУ Мильниченко Григорій Васильович. 
З серпня 1974 р. директором ПТУ стає Сафонов Данило Кононович, а з грудня 1975 р. – Серединський А.Є.
У вересні 1977 р. директором було призначено Чвертняка Віталія Івановича. Він розпочав зміни в навчально-виховному процесі училища. Проведені зміни активізували роботу громадський організацій, таких як профспілка, рада профілактики щодо запобігання правопорушень та педагогічні ради ІПП.               
В серпні 1984 р. директором ПТУ було призначено Собчука Петра Степановича. Почався новий етап в розбудові та введенні інноваційних технологій в закладі. Піднявся рівень трудової дисципліни, училище стало одним з передових закладів області. За І квартал 1985 р. секретаріат обласної ради профспілок та навчально-методична рада облуправління профтехосвіти присвоїла перше місце колективу Старокостянтинівського МСПТУ – 1. 
За покращення якості підготовки робочих кадрів, колективу училища було вручено перехідний Червоний прапор обласної Ради народних депутатів і облпрофради та грошову премію. Інженерно-педагогічний колектив та учні вирішили всю здобуту грошову премію в розмірі 800 карбованців перерахувати в Фонд миру. За підсумками ІІІ кварталу 1986 р. ПТУ знову став переможцем серед училищ Хмельницької області і вдруге отримав перехідний Червоний прапор та грошову премію.

### Україна
З травня 1993 р. директором училища було призначено Якимовського Віктора Никифоровича. За тодішніх економічних умов було зменшено кількість професій, за якими готували кваліфікованих робітників.  Натомість відкрито нові професії, такі, як: "Кухар-кондитер", "Слюсар з ремонту автомобілів" та "Оператор комп'ютерного набору".
В травні 2003 р., з приходом нового директора училища, Вдовиченка Володимира Степановича,  училище отримало статус професійного ліцею. В ліцеї була створена психологічна служба,  обладнано новий комп’ютерний клас на 16 нових комп’ютерів.
З вересня 2010 року Старокостянтинівський професійний ліцей очолює Кучерук Сергій Сильвестрович. Відкрито великий перелік нових професій: оператор лінії у виробництві харчової продукції, налагоджувальник устаткування у виробництві харчової продукції, рихтувальник кузовів. Розпочато курсову підготовку з професій: кухар, кондитер, слюсар з ремонту автомобілів, оператор лінії у виробництві харчової продукції, налагоджувальник устаткування у виробництві харчової продукції, електрозварник ручного зварювання. Відкрито два нових кабінети спецтехнології. 
З квітння 2024 року виконуючим обовязків директора стала Кулинич Світлана Андріївна.